# Zrmanjski klen
Zrmanjski klen (Squalius zrmanjae) je slatkovodna bentopelagijska riba, endem je jadranskog sliva, živi samo u rijekama Zrmanji i Krka a uvezen je i u Ričicu. Pripada obitelji Cyprinidae.

## Opis i građa
Tijelo ove vrste je blago produljeno i bočno splošteno. Boja tijela je srebrnkasta, s tamnijim leđima i svjetlijim trbuhom. Jedno od obilježja po kojem se razlikuje od ostalih pripadnika roda Squalius su crno obojeni trokutići na ljuskama iznad bočne pruge. Naraste maksimalno 28 centimetara.

## Stanište i ponašanje
Jedino stanište zrmanjskog klena su krške vode brzog protoka, Zramanja i Krka no također zalazi i u mirnije i ujezerene dijelove rijeke.

## Način hranjenja
Vrlo raznovrsna prehrana koju čine alge iz obraštaja, beskralježnjaci s dna, plankton i vodene ličinke kukaca.

## Razmnožavanje
Postoji vrlo malo dostupnih podataka. Mlade jedinke žive u jatima, dok odrasle žive pojedinačno. Ženke odlažu ikru na šljunak i vodeno bilje.

## Sinonimi
Leuciscus zrmanjae (Karaman, 1928) (synonym); Squalius svallizze zrmanjae Karaman, 1928. nekada se smatralo da pripada rodu Leuciscus.

## Strani nazivi
Zrmanja chub, (engleski) Jelec zrmanjanský (češki).

## Vanjske poveznice
- Endemske ribe u Ličkim rijekama  Arhivirana inačica izvorne stranice od 4. ožujka 2016. (Wayback Machine)